# サンパラ
サンパラは、フジテレビ系列で2007年4月15日から2013年3月まで放送されていた深夜番組のレーベル。2013年4月からSUナイトに移行。
なお、前番組の「PERFECT SPORT」は、「すぽると!」とスポーツ中継のコンプレックス枠だったが、「すぽると!」に続いて当番組が放送されることになったため、スポーツ中継のみの番組となった。

## 移行前に放送されていたラインナップ
「サンパラ」は、この番組で構成されている。
- ベビスマ（24:25 - 24:40）

「SMAP×SMAP」の番組タイトル制作の完成の舞台裏や、翌日の番組内容を紹介。

## 過去に放送された番組
- クロノス（24:25 - 24:55）

スペシャルで放送された「逃走中」をレギュラー化。他に「解除中」「密告中」「討論中」「護衛中」「潜伏中」「生還中」のゲームが放送された。2007年9月23日終了。なお、2007年10月17日から2008年3月19日まで放送された番組『ジャンプ!○○中』内の企画として「逃走中」等が存続された。現在は、「逃走中」のみ単発番組として不定期に放送されている。
- ニューカマーズ（24:55 - 25:45）

月曜25:08 - 25:59に放送された単発枠が2007年4月から9月までの半年間、月曜25:10 - 27:00だったTRE-SPORTとのトレードでこの枠に移動。
- アナ☆ログ（24:35 - 25:00）

2007年10月21日開始。2008年9月28日終了。
- アナ★バン!（24:40 - 25:05）

2008年10月19日開始。2012年3月25日終了。
- 脳活アップデートQ!スマートモンキーズ!!（24:40 - 25:10）

2012年4月8日開始。2012年9月30日放送休止。
- ワラッタメ天国（24:40 - 25:10）

2012年10月28日開始。2013年3月24日終了。

## ネット局
各番組の項を参照。